# Arierbevis

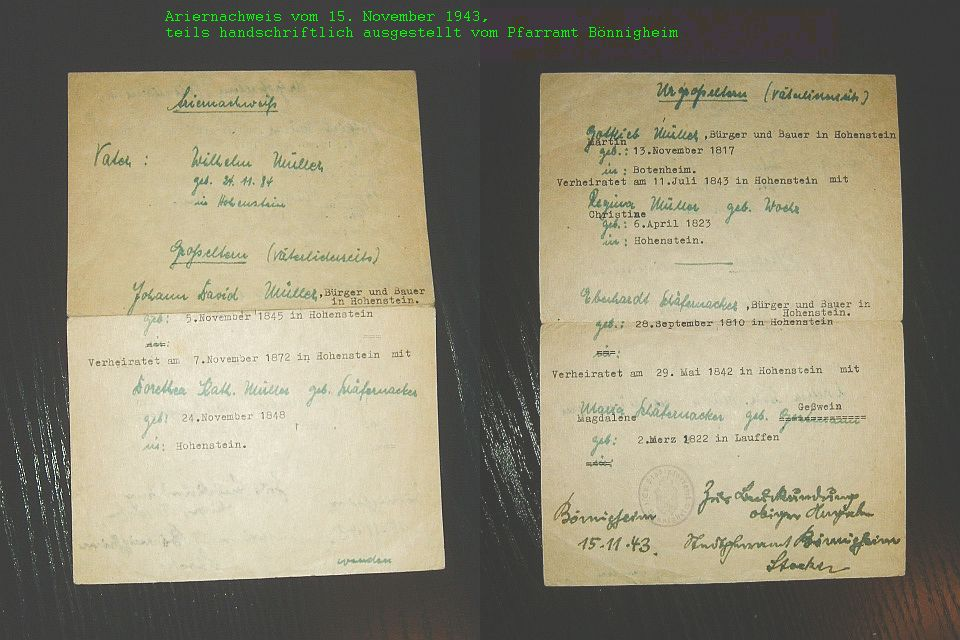
Exempel på arierbevis.

Ett arierbevis var i Nazityskland åren 1933–1945 ett bevis (med intygad antavla) på en "ren arisk härstamning" från den "ariska folkgemenskapen". 

## Ett medborgerligt krav
Arierbevis krävdes av statliga myndigheter för bestämda persongrupper (i synnerhet medlemmar av SS, tjänstemän, offentliganställda, läkare, jurister, forskare vid tyska högskolor och folktyskar som på nytt sökte medborgarskap). Det begärdes också av yrkesorganisationer och av Reichskulturkammer för yrkesutövande inom alla konstarter, vidare av många företag och en del kyrkor för att komma ifråga för anställning liksom av NSDAP för att bli antagen som medlem. 

## Historik
Det nationalsocialistiska partiprogrammet från 1920 präglades på flera punkter av antisemitism. Där eftersträvades en utvisning av alla judar som invandrat efter 1914 och ett indragande av medborgerliga rättigheter för alla "tyska judar". Judar definierades inte religiöst eller kulturellt utan rasistiskt. Där definierades inte heller begreppen "arier" och "icke-arier" utan talades om personer som inte hade "tyskt blod". Dessa skulle lyda under en utlänningslagstiftning och uteslutas från lagstiftande församlingar och statliga ämbeten. Vid en eventuell ekonomisk kris skulle de kunna utvisas. Där fanns även ett invandringsförbud för icke-tyskar vilket riktade sig mot judar.

## Konsekvens
Efter maktövertagandet 1933 infördes således arierbevis helt i enlighet med partiprogrammet från 1920. Med detta arierbevis började en länge planerad uteslutning av "icke-arier", framför allt judar men också "zigenare". Genom fullmaktslagen från mars 1933 förenklades denna process och genom Nürnberglagarna från september 1935 förtydligades definitionerna. Ett berövande av medborgerliga rättigheter och uteslutning ledde så vidare till påtvingad flytt, befolkande av getton, omfattande deportation till koncentrationsläger och en statligt organiserad förintelse, shoah och porajmos (1941–1945).